# Трифонов, Евгений Сергеевич
Евгений Сергеевич Трифонов (25 апреля 1981, Артёмовский, Свердловская область) — российский футболист, мастер спорта, игрок в мини-футбол.

## Биография
Трифонов является воспитанником екатеринбургского футбольного клуба «Уралмаш». В 2001 году он был отдан в аренду в нижнетагильский «Уралец». Там Евгений провёл довольно удачный сезон, ставший для него последним в большом футболе, так как он принял предложение екатеринбургского мини-футбольного клуба «ВИЗ-Синара».
Трифонову удалось проявить себя в составе екатеринбургской команды. После нескольких лет удачной игры он привлёк к себе внимание тренеров сборной России по мини-футболу. Евгений входил в расширенный список кандидатов в состав сборной на чемпионат Европы 2005 года, ездил с ней на сборы, однако на европейское первенство в итоге не поехал.
В 2005 году Трифонов перешёл в югорский клуб «ТТГ-Ява». Там он провёл четыре сезона, пока летом 2009 года не перешёл в «Тюмень». В 2010 году он помог сибирякам завоевать первые медали чемпионата в их истории. Однако летом 2011 года тюменцы отказались от его услуг. Но по-прежнему Евгений остается в мини-футболе, только теперь в роли тренера мини-футбольного клуба Тюмень-97 и МФК Тюмень-2003, так же Трифонов в амплуа играющего тренера принимает участие в первенстве города по мини-футболу (футзалу), выступая за команду СУЭНКО.

## Достижения
- Серебряный призёр Чемпионата России по мини-футболу (2) 2007—2008, 2009—2010.
- Бронзовый призёр Чемпионата России по мини-футболу (5) 2002—2003, 2003—2004, 2004—2005, 2006—2007, 2008—2009.